# أحمد إبراهيم حجازي
أحمد إبراهيم حجازي شهرته حجازي (1936- 2011 م). رسام كاريكاتير مصري ساخر، عُرِف عنه نقده اللاذع لما يدور حوله من أحداث ووقائع في المجتمع المصري والعربي. حتى صار صاحبَ مدرسة خاصَّة في فن الرسم الكاريكاتيري استمرَّت تحمل اسمه حتى اليوم، على الرغم من اعتزاله العمل مدة سنوات قبل وفاته، بعد أن أدرك عدم جدوى نداءاته للتغيير في مصر.

## مولده ونشأته
ولد الفنان أحمد إبراهيم حجازي في مدينة الإسكندرية عام 1936 من أب ريفى يعمل سائقا للقطار. وعاش بداياته الأولى في مدينة طنطا. تلقى حجازي تعليمه الثانوي في مدرسة الأحمدية الثانوية بطنطا.. ويقول «كنت أيامها متحمسا جدا، وأرسم رسوما تعبيرية، ولم يكن في دائرة اهتمامي الرسوم الكاريكاتيرية»، لكنه وبعد أن أنهى تعليمه الثانوي والتحق بكلية الفنون الجميلة إلى أن رشحه الكاتب الراحل الكبير أحمد بهاء الدين للعمل ضمن الكتيبة المؤسِّسة لمجلة «صباح الخير» التي رفعت شعارها الشهير «مجلة القلوب الشابة والعقول المتحررة». وظل يرسم يها ويقدم أعماله لصحف المعارضة المصرية إلى أن قرر التفرغ لرسومات الأطفال في فعل من أفعال الاحتجاج على ما آلت إليه الأوضاع في مصر. ويقول حجازي: «في فترة الصيف كان أبى يصحبني معه في القطار إلى محافظات شتى، فرأيت مصر كلها عبر نافذة القطار، وعندما التحقت بالمدرسة، كنت أشعر عندما يدعوني بعض زملائي الأغنياء إلى بيوتهم، وأرى الفخامة، بأن هناك شيئا غير مضبوط في الدنيا، ولم أكن أفهم أبدا وقتها لماذا نحن فقراء جدا إلى هذا الحد».
ويحكي حجازي عن تلك المرحلة في الكتاب الوحيد الذي صدر عنه لمحمد بغدادي ويتضمن عددا من رسومه التي تمثل مختلف مراحله العمرية قائلا: «وجدت المسألة مش مضبوطة، فقررت أن أشتغل فأخبرت صديقي إسحق قلادة بأنني سأستقل القطار إلى القاهرة، فأصر على أن يأتي معي على رغم أن أسرته كانت تستطيع أن تصرف عليه ليكمل تعليمه». ويقول بغدادي الذي زامل حجازي لسنوات طويلة في مؤسسة روز اليوسف إنه «ترك خلفه رسالة قصيرة جدا لأسرته يقول فيها إنه «لا يستطيع أن يستمر عبئا على الأسرة ويريد أن يتحمل مسئولية نفسه».
كانت القاهرة في ذلك الوقت- بدايات العام 1954- تمر بتغييرات شتى إثر قيام ثورة 23 يوليو، وكان حجازي قد شد رحاله إليها حاملا أحلامه الصغيرة، ليبدأ رحلته مع الرسم، وليتنقل بين عدد من المجلات حتى رشحه أحمد بهاء الدين للعمل معه في مؤسسة «روزاليوسف»، وفيها التقى بعدد من كبار الرسامين مثل «صلاح جاهين وجورج البهجوري ورجائي» لتبدأ رحلة حجازي مع الصحافة المصرية التي صار بعد فترة قصيرة واحدا من أبرز رساميها، بعد سلسلة أعماله في مجلة الأطفال «سمير» عبر مسلسل الرسوم «تنابلة السلطان» والذي تميزت شخصياته بروح كاريكاتيرية فكاهية عالية، لأطفال ضاحكين دائما.
وكان حجازي منذ طفولته مولعا بالقراءة، فكان يقرأ كل ما يقع تحت يديه من دكان «عم إبراهيم» بشارع البحر بطنطا، يشتري منه الكتاب بقرش، أو يستعيره ويسرع في قراءته وتبديله بكتاب آخر، ويقول عن تلك الفترة إنه قرأ كتبا لم يكن يدرك معناها من الشرق والغرب، في شتى ألوان المعرفة، غير أن حروف المطبعة تركت بداخله شيئا مختلفا ومؤثرا، اكتشف بعضه عندما عاود قراءة هذه الكتب مرة أخرى بعد هجرته إلى القاهرة.

## رحلته مع فن الكاريكاتير
عمل حجازي أول ما عمل، رساما للكاريكاتير بمجلة روزاليوسف منذ العام 1956، وكان شديد الاعتزاز بهذا العمل، ويقول بتواضع الفنان إنه «تعلم الفن من كل من سبقوه وكل من جاءوا بعده». وعندما ترأس الكاتب الراحل أحمد بهاء الدين مجلس إدارة دار الهلال طلب من حجازي العمل معه في مجلة سمير وكانت مجلات الأطفال - وقتئذ - تعتمد بشكل أساسي على الرسوم الأجنبية، وكل ما كانوا يفعلونه هو ترجمة النص من لغته الأصيلة للغة العربية، وتغيير أسماء أبطال الحكايات، وكانت فكرة حجازي من البداية أن يكون المواطن على وعي ودراية بما يحدث حوله في المجتمع، والطفل مواطن صغير يتصور أنه يعرف كل شيء بما في ذلك السياسة.
كانت رسوما الكاريكاتيرية عنوانا لمرحلة مهمة في تاريخ مصر امتدت منذ نهاية الخمسينيات وحتى ابتعاده عن صخب العاصمة واعتزاله العمل الصحفي والتفرغ لرسوم الأطفال في مدينة طنطا التي سيشيع منها.
واستطاع حجازي ومنذ التحاقه بالعمل رساما للكاريكاتير في «روزاليوسف» في العام 1956، أن يعبر برسومه بسخرية لاذعة لا تخلو من عمق فلسفي كبير، عن القضايا السياسية والاقتصادية والاجتماعية نفسها التي مرت بها مصر والوطن العربي منحازا دائما إلى الطبقات الشعبية برؤية فلسفية متفردة، تميزت خلالها رسومه بشفافية فنان قادر على اقتناص الأفكار الجديدة الطازجة والمدهشة من مفارقات الواقع. وعن تلك الفترة يقول حجازي «لقد تغيرت حسبة الكاريكاتير، ولم تعد هناك رموز تعبر عن مفردات اجتماعية واضحة، بعد أن تغير الواقع الاجتماعي... زمان كانت «الطبلية، ومصباح الكيروسين يعبران عن الفقر، أما الآن فتجد الشريحة الاجتماعية نفسها تملك جهاز فيديو وأبناءها يشربون الـ «سفن أب»، وعندما ترسم هذه الصورة كيف تقول إنهم فقراء؟... بينما هم فقراء فعلا بشكل ما».
كما تميز فن حجازي الكاريكاتورى في الصحف العربية بالانتقادات اللاذعة، وعلى نحو مخالف لكاريكاتير ذلك الوقت، والذي كان يقوم على المبالغة الشديدة لإضحاك الناس، واعتمد في مدرسته الجديدة التي أسسها وسار على دربها كثيرون على فكرة الواقع المعكوس، التي كانت تنطلق من رصد الواقع كما هو من دون تدخل، استنادا على ما ينطوى عليه هذا الواقع من مفارقات مضحكة للغاية.
غير أن رسوم حجازي شهدت تحولا لافتا عقب نكسة 1967 فخيم عليها الاكتئاب والإحباط والعبث، وهي الحال التي سرعان ما تصاعدت في أثناء فترة الانفتاح الاقتصادي التي أقرها الرئيس الراحل السادات بعد زيارته للقدس، وما صاحب تلك الفترة من تغييرات في منظومة القيم، فظهرت شخصيات حجازي مصابة بالفصام ومزدحمة بالمتناقضات ما بين القيم النبيلة والفساد وما بين العدو الذي أصبح صديقا، لتطرح أسئلة غاية في الأهمية عن الانفتاح والانغلاق، والشرف والعار.
وحسب نقاد الكاريكاتير "تتميز خطوط حجازي بانسيابية كبيرة وتناسق بديع في الألوان، واعتمد في مدرسته الجديدة التي أسسها وسار على دربها كثيرون على فكرة الواقع المعكوس، التي كانت تنطلق من رصد الواقع كما هو من دون تدخل، استنادًا على ما ينطوي عليه هذا الواقع من مفارقات مضحكة للغاية مما جعل رسومه موجهة أيضا للأطفال، حيث كانت شخصياته الكرتونية في القصص المصورة الأكثر تأثيرًا في الأطفال على المستوى العربي.

## اعتزاله العمل
غير أنه ومنذ سنوات قاربت العشر، وبينما هو في قمة تألقه ونضجه الفني، انسحب حجازي في هدوء، وانزوى في شقته الكائنة بضاحية المنيل الهادئة، مكتئبا ومحبطا ومكتفيا بأحزانه، التي تنوء عن حملها الجبال، فلم يرفع سماعة هاتفه ليرد على سائل أو صديق - إلا نادرا - وانقطع عن الرسم فلم يرسل رسومه إلى مجلة أو جريدة إلا بين الحين والآخر عبر جريدة العربي الناصرية، أو مجلة الأطفال «علاء الدين»، مفاجئا عشاق خطوطه الساحرة ونكاته الموجعة، برسمة صغيرة هنا أو هناك، قبل أن يتخذ قراره الأخير بالعودة من جديد إلى مدينته طنطا، تاركا العاصمة بصخبها وجدلها العقيم، متوحدا بذكريات سني عمره الأولى، ودفء الملايين من محبيه. وقيل إن اعتزاله هذا بسبب الإحباط أو اليأس من التغيير، وقيل أيضا إن خجل الفنان الطبيعي تغلب عليه.

## وصلات خارجية
- عملاق الكاريكاتير المعتزل أحمد حجازى[وصلة مكسورة]
- كائنات أحمد حجازي المدهشة
- حجازي..عملاق الكاريكاتير المعتزل[وصلة مكسورة]